# Drapeau de la Cantabrie

Drapeau de la Cantabrie

Le drapeau de la Cantabrie est le drapeau de la Communauté autonome de la Cantabrie en Espagne selon le Statut d'Autonomie pour Cantabrie de 30 décembre 1981. Adopté le 22 décembre 1984, il se compose de deux bandes horizontales, celle du haut blanche et celle du bas rouge, sur lesquelles sont posées, au centre du drapeau, les armoiries de la Cantabrie.

## Couleurs
La nature du rouge n'est pas précisé dans les textes législatifs relatifs aux institutions de la Cantabrie.
| Couleur | ● Blanc       | ● Rouge    |
| ------- | ------------- | ---------- |
| HTML    | #FFFFFF       | #E03A00    |
| RVB     | 255, 255, 255 | 224, 58, 0 |
| Pantone | White         | Warm Red   |

## Autre drapeau

Labarum cantabre.

Le labarum cantabre (es) (lábaro cántabro en espagnol standard, lábaru en parler cantabre) est une représentation moderne de l'étendard de guerre des Cantabres, appelé cantabrum dans les sources romaines. Il tire par ailleurs son nom du labarum de l'empereur Constantin.
Ce drapeau a été reconnu le 14 mars 2016 par le Parlement de Cantabrie comme « symbole représentatif et identitaire du peuple cantabre ».